# Union générale des travailleurs d'Allemagne
L'Union Générale des Travailleurs d'Allemagne (AAUD) est une fédération de comités ouvriers fondée le 14 février 1920. D'orientation conseilliste, ces Unions ouvrières sont organisées en dehors des syndicats. Organisatrices de grèves sauvages, elles se situent dans le prolongement des conseils ouvriers de 1919.
Lors de sa fondation, l'AAUD est forte de 200 000 membres. Mais une scission se produit en décembre 1920. La moitié des militants quittent alors l'AAUD pour créer une nouvelle structure : l'AAUD-E (Union Générale des Travailleurs d'Allemagne - Organisation unitaire).
Devant la chute rapide de leurs effectifs, les deux structures finissent par se réunifier en 1931 sous le nom d'Union Communiste Ouvrière d'Allemagne (KAUD).

## Positions de l'AAUD
"La croissance de l'organisation dans cette direction repoussera de plus en plus à l'arrière-plan la lutte entre ce que l'on appelle le centralisme et le fédéralisme. Du point de vue de l'AAU, la polémique autour de ces deux principes, de ces deux formes d'organisation, deviendra une querelle de mots vides. Il faut évidemment comprendre ces termes d'après la signification qu'ils ont eu jusqu'à présent et ne leur donner aucun sens nouveau.
Nous entendons par centralisme la forme qui, par la volonté de quelques-unes, tient les masses en laisse et les asservit. Pour l'AAU il s'agit du démon qui doit être exterminé. Il est anti-social. Le fédéralisme est sont antagoniste, mais son antagoniste sur la base du même système économique. C'est la souveraineté, l'entêtement obstiné de l'individu (ou de l'entreprise, ou de la région, ou de la nation) pris en soi-même. Il est également antisocial et on doit le combattre tout autant.
Ces deux formes se développèrent progressivement dans les siècles passés. Le fédéralisme l'emporta au Moyen Âge, le centralisme pendant la période du capitalisme avancé.
La sympathie pour le fédéralisme repose tout simplement sur le fait que voyant en lui la négation du centralisme, on suppose qu'il apporterait la libération et le aradis. Ce désir de fédéralisme conduit à une caricature d'autonomie (droit d'auto-détermination). On croit agir de façon sociale et prolétarienne quand on attribue à chaque région, chaque lieu (on devrait même le faire pour chaque personne) l'autonomie dans tous les domaines.
En fait, on ne fait qu'abolir l'empire pour le remplacer par une quantité de petites principautés. De partout surgissent des roitelets (fonctionnaires), qui régissent de leur côté de façon "centralisée" une fraction des adhérents comme si c'était leur propriété: il s'ensuit une dislocation et une ruine générale.
Le centralisme et le fédéralisme sont tous deux des formes d'expression bourgeoises. Le centralisme étant plus de caractère grand-bourgeois, le fédéralisme petit-bourgeois. Tous deux sont anti-prolétariens et entravent la pureté de la lutte de classe."
Lignes d'orientation de l'AAUD. Thèses présentées à la 3e conférence de l'AAUD, décembre 1920.